# Domus Aurea (Antiochia)

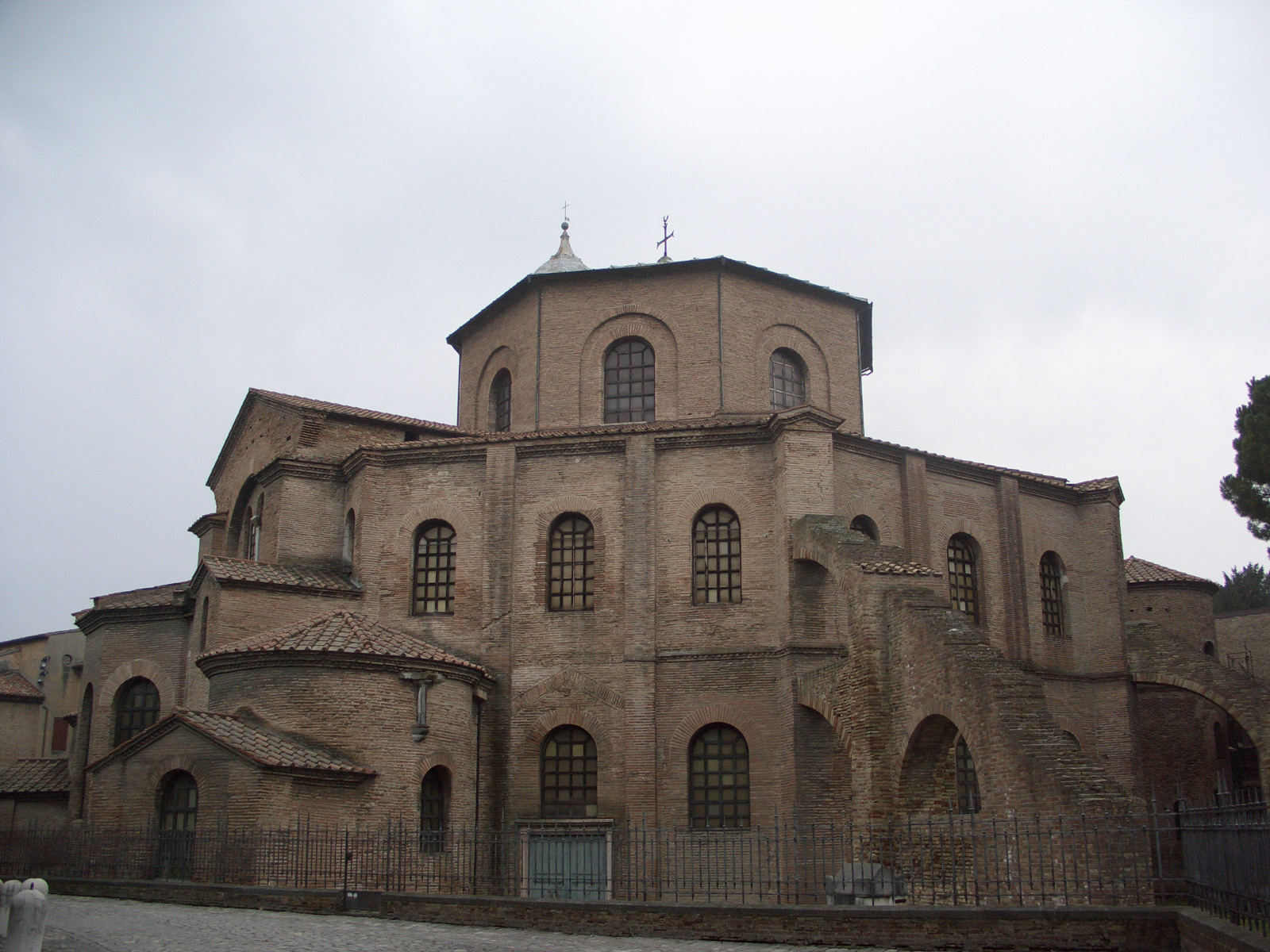
San Vitale a Ravenna, chiesa anch'essa ottagona, considerata un esempio di come sarebbe potuta apparire la Domus Aurea.

La Domus Aurea di Antiochia fu una chiesa, oggi andata perduta, fatta costruire da Costantino I, che fu per quel tempo un capolavoro dell'arte paleocristiana e bizantina.

## Storia

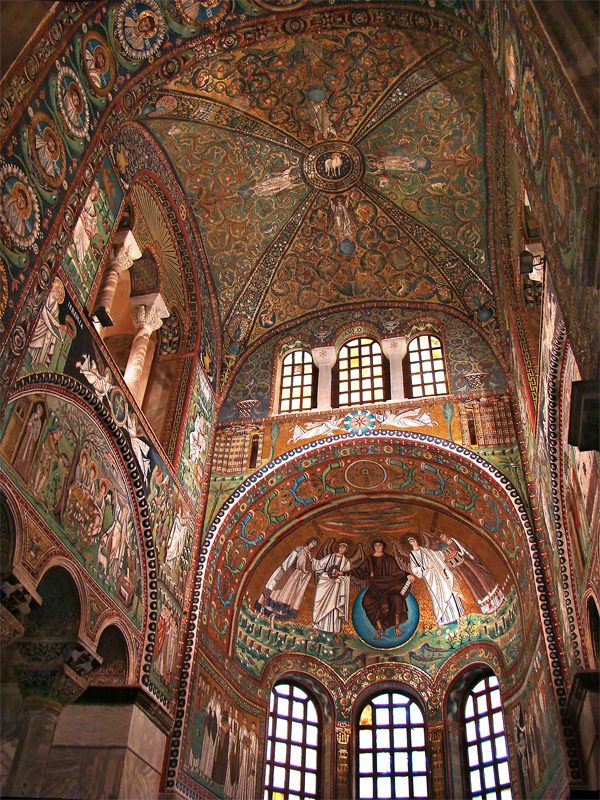
San Vitale a Ravenna: ecco come potrebbe essere apparsa la Domus Aurea di Antiochia, fatta costruire da Costantino I.

Costantino I fece erigere una grande chiesa ad Antiochia (i lavori iniziarono nel 325 e terminarono nel 341 con Costanzo II), posizionata probabilmente nei pressi del Palazzo imperiale sull'isola, al di là dell'Oronte. L'Imperatore Valente riaprì la grande chiesa di Costantino, che rimase aperta fino al "sacco persiano" del 538, compiuto da Cosroe I.
Nel 362 fu nuovamente chiusa dall'imperatore Flavio Claudio Giuliano, l'ultimo dichiaratamente pagano, come rappresaglia per l'incendio e distruzione del tempio di Apollo nel vicino quartiere di Daphne, per il quale furono sospettati i cristiani.
La Chiesa fu gravemente danneggiata nel corso del Terremoto di Antiochia del 526 e poi definitivamente distrutta da un successivo terremoto nel 588, e mai più ricostruita.

## Struttura

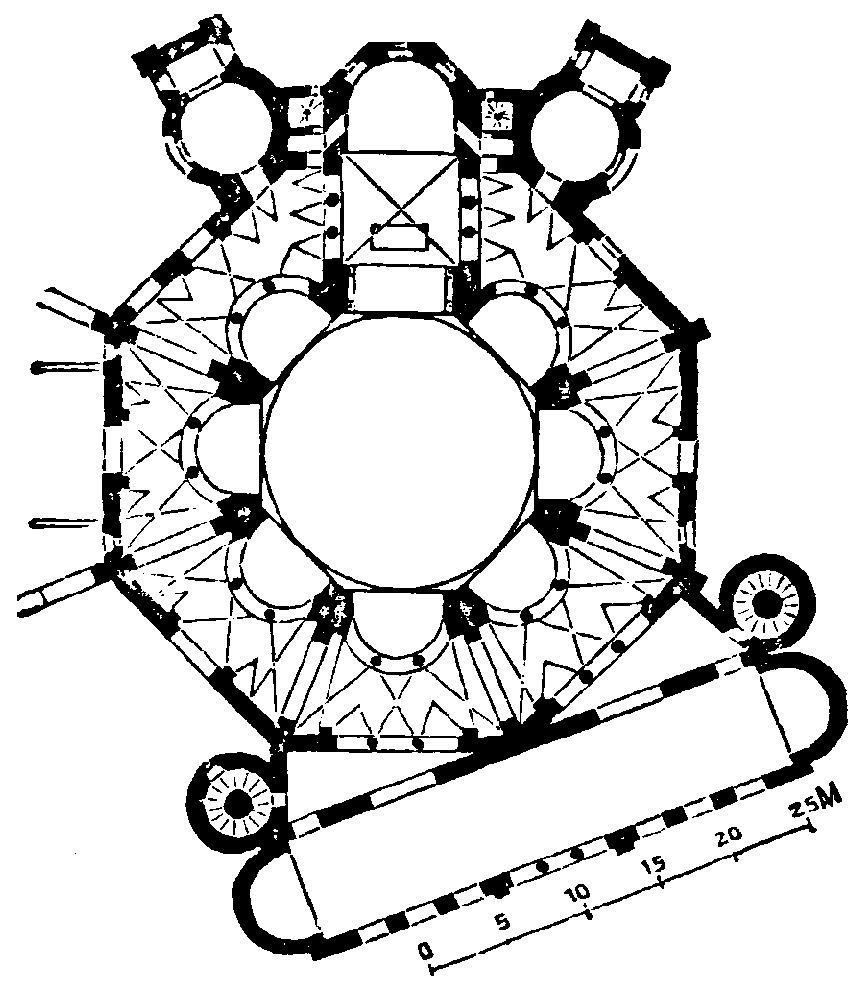
La pianta della basilica ottagonale di San Vitale a Ravenna, probabilmente simile a ciò che doveva essere quella di Antiochia.

La forma ottagonale della chiesa è considerata un prototipo che influenzò la successiva architettura bizantina ed islamica. Alcuni hanno ipotizzato che la chiesa di San Vitale a Ravenna, costruita nel attorno agli anni 540, potrebbe essere come la chiesa ottagonale d'Oro di Antiochia. Ecco come ce la descrive Eusebio di Cesarea:
(Eusebio di Cesarea, Vita di Costantino, III, 50.)